# Stone (película de 1974)
Stone es una película de acción australiana de 1974, coescrita, producida, dirigida y protagonizada por Sandy Harbutt, con Ken Shorter, Hugh Keays-Byrne, Vincent Gil y Deryck Barnes. La cinta narra la historia del oficial de policía Stone, quien se infiltra como incógnito en una pandilla de motociclistas para descubrir quién está asesinando a sus miembros uno por uno.

## Sinopsis
Cuando varios miembros del club de motociclistas GraveDiggers son asesinados, el detective Stone (Ken Shorter) es enviado a investigar. Liderados por Undertaker (Sandy Harbutt), un veterano de la guerra de Vietnam, los GraveDiggers permiten a Stone posar como miembro de su pandilla. Dejando atrás a su novia Amanda (Helen Morse), Stone comienza a identificarse con The Undertaker junto a sus camaradas Hooks (Roger Ward), Toad (Hugh Keays-Byrne), Dr. Death (Vincent Gil), Captain Midnight (Bindi Williams), Septic (Dewey Hungerford) y Vanessa (Rebecca Gilling). En medio de violentos enfrentamientos con los Black Hawks, una pandilla rival que los GraveDiggers consideran responsables por las muertes de sus miembros, Stone descubre una conspiración política detrás de los asesinatos. Cuando se revela la verdad, Stone debe elegir entre su trabajo y su lealtad a los GraveDiggers.

## Reparto
- Ken Shorter como Stone.
- Sandy Harbutt como Undertaker.
- Deryck Barnes como Townes.
- Hugh Keays-Byrne como Toad.
- Roger Ward como Hooks.
- Vincent Gil como Dr. Death
- Bruce McPherson como Go Down.
- Dewey Hungerford como Septic.
- James H Bowles como Stinkfinger.
- Bindi Williams como Midnight
- John Ivkovitch como Zonk.
- Lex Mitchell como Ballini.
- Rhod Walker como Chairman.
- Slim de Grey como Hannigan.
- Owen Weingott como Alder.
- Ray Bennett como Sergeant Larson.
- Helen Morse como Amanda.
- Rebecca Gilling como Vanessa.